# Гундяев, Василий Степанович
Васи́лий Степа́нович Гундя́ев (15 мая 1879; с. Оброчное, Нижегородская губерния — 31 октября 1969; там же) — советский священнослужитель, иерей, дед патриарха Московского и всея Руси Кирилла.

## Биография
Родился 15 мая 1879 года в селе Оброчное Нижегородской губернии, куда его отец, отставной солдат Степан Трофимович Гундяев переехал из Астрахани, женившись на девице из крестьян Варваре Петровне.
Работал на железной дороге, получал специальность машиниста-механика. На рубеже веков повенчался с Параскевой (Прасковьей) Ивановной. В семье было восемь детей, двое из которых умерли во младенчестве. Первое время семья ходила молиться в село Оброчное. Большую часть года семья жила в служебном доме при железнодорожном депо, а на лето выезжала в село Оброчное. Являлись прихожанами Покровского собора. Всех их детей крестил протоиерей Василий Николаевич Цедринский. В 1908 году ходили на богомолье в Кронштадт посетить протоиерея Иоанна Сергиева (Кронштадтского).
В 1920-е годы организовал железнодорожников в самостоятельный приход при Лукояновском Свято-Тихоновском женском монастыре. В 1922 году за выступления в защиту прав верующих был арестован и сослан на пять лет в Соловецкий лагерь особого назначения. Вернувшись из ссылки, выступал против закрытия женского монастыря и уничтожения его храмов, ездил в Москву с обращениями во ВЦИК. В 1931 году вновь был арестован и прошёл несколько тюрем и ссылок.
В середине 1950-х годов после освобождения из лагеря был рукоположён в диакона, а затем священника, и более 10 лет прослужил на приходе в селе Уса-Степановка Башкирской АССР. Под конец жизни вернулся на родину.
Ушёл из жизни 31 октября 1969 года в селе Оброчное Мордовской АССР.

## Издательства
- Синодик гонимых, умученных, в узах невинно пострадавших православных священно-церковнослужителей и мирян Санкт-Петербургской епархии. XX столетие. — СПб., 1999. — С. 33.
- Синодик гонимых, умученных, в узах невинно пострадавших православных священно-церковнослужителей и мирян Санкт-Петербургской епархии: ХХ столетие. 2-е издание дополненное. — СПб., 2002. — С. 92. — 280 с.
- Санкт-Петербургский мартиролог. — СПб.: Изд-во «Миръ», «Общество святителя Василия Великого», 2002. — 416 с.
- Вечная память почившим // Журнал Московской Патриархии. 1971. — № 2. — С. 32.
- Иларион (Алфеев), еп. Патриарх Кирилл: жизнь и миросозерцание. — М.: Эксмо, 2009. — 557 с.
- Патриарх Московский и всея Руси Кирилл и его исторические корни на нижегородской земле. Фотоальбом / Сост. архим. Тихон (Затёкин) и др. — Нижний Новгород: НППЦ «Глагол», 2011. — С. 5—59. — 360 с.
- Гундяева Е. В семье исповедников: об отце и деде // НеБо. 2017. — № 21. — С. 8—11.
- Зеткин С. Н., Зеткина И. А. Дом-музей семьи Гундяевых // Теологический вестник Смоленской православной духовной семинарии. — 2020. — № 1 (6). — С. 65—71.